# Farouk Kamoun
Pour les articles homonymes, voir Kamoun.
Farouk Kamoun, né le 20 octobre 1946 à Sfax, est un informaticien et universitaire tunisien.
Il contribue à la fin des années 1970 à la recherche dans le domaine des réseaux informatiques en relation avec le premier réseau ARPANET. Ses travaux contribuent à la conception des protocoles de routage hiérarchiques dans les réseaux tels qu'Internet. Il est également l'un des pionniers du développement du réseau mondial en Tunisie au début des années 1990.

## Biographie
Farouk Kamoun obtient en 1970 un diplôme d'ingénieur de Supélec, à l'époque des débuts de l'enseignement de l'informatique en France. Il obtient une bourse pour étudier à l'université de Californie à Los Angeles, où il obtient un master en 1972 et un PhD quatre ans plus tard. Sa thèse de doctorat est encadrée par Leonard Kleinrock, l'un des pères fondateurs du réseau ARPANET qui allait devenir quelques années plus tard Internet. Avec son directeur de thèse, il met au point des protocoles de routage hiérarchiques pour les réseaux de grande taille et démontre leur pertinence par des modèles analytiques ; les concepts développés sont repris dans de nombreux travaux pour l'Internet et les réseaux ad hoc,.
Rentré en Tunisie en 1976, il devient le premier professeur d'informatique du pays en étant nommé maître de conférences à la faculté des sciences de Tunis, tout en dirigeant le département d'informatique qui offre la première formation d'ingénieur en informatique du pays. Il y enseigne les réseaux et les évaluations de performance des systèmes et réseaux informatiques.
En 1982, sur proposition du Premier ministre Mohamed Mzali, il est nommé PDG du Centre national de l'informatique, établissement public chargé de l'élaboration de la politique informatique, du suivi de sa mise en œuvre et du développement de l'informatisation de l'administration (gestion du personnel de l'État, du budget et système d'information sur les procédures administratives). Il mène également des projets pilotes comme l'installation du premier réseau expérimental de commutation par paquets et l'arabisation d'applications informatiques et de logiciels. Il participe par ailleurs aux instances internationales des Nations unies sur le développement de l'informatique dans les pays en développement.
De 1993 à 1999, il assure la direction de l'École nationale des sciences de l'informatique (ENSI). Durant son mandat, il élabore le plan de développement pour la décennie 1993-2003, lance le cycle de formation doctorale en informatique (master et doctorat) ainsi qu'un cycle spécialisé de formation des formateurs technologues en informatique. Il y cofonde et dirige le laboratoire de recherche en réseaux et image CRISTAL (composé des deux pôles RAMSIS et GRIFT) de 1999 à 2007. Il devient professeur émérite à l'ENSI en 2008 et dirige un groupe de recherche du laboratoire CRISTAL.
Il fonde et dirige de 2008 à 2010 un laboratoire de recherche, développement et innovation au sein de l'École supérieure privée d'ingénierie et de technologies. Il préside, depuis avril 2011, l'École supérieure privée des sciences appliquées et de management ou Sesame.

## Publications
- (en) Leonard Kleinrock et Farouk Kamoun, « Hierarchical routing for large networks performance evaluation and optimization », Computer Networks (1976), vol. 1, no 3,‎ janvier 1977, p. 155–174 (DOI 10.1016/0376-5075(77)90002-2, lire en ligne, consulté le 21 juillet 2017).
- (en) Farouk Kamoun et Leonard Kleinrock, « Stochastic performance evaluation of hierarchical routing for large networks », Computer Networks (1976), vol. 3, no 5,‎ novembre 1979, p. 337–353 (DOI 10.1016/0376-5075(79)90004-7, lire en ligne, consulté le 21 juillet 2017).
- (en) Farouk Kamoun et Leonard Kleinrock, « Analysis of shared finite storage in a computer network node environment under general traffic conditions », IEEE Transactions on communications, vol. 28, no 7,‎ juillet 1980, p. 992–1003.
- (en) Leonard Kleinrock et Farouk Kamoun, « Optimal clustering structures for hierarchical topological design of large computer networks », Computer Networks, vol. 34, no 1,‎ septembre 1980, p. 221–248 (DOI 10.1002/net.3230100305).
- (en) Ilhem Lengliz et Farouk Kamoun, « A rate-based flow control method for ABR service in ATM networks », Computer Networks, vol. 34, no 1,‎ juillet 2000, p. 129–138 (DOI 10.1016/S1389-1286(00)00101-8, lire en ligne, consulté le 21 juillet 2017).
- Éric Fleury et Farouk Kamoun, CFIP’ 2006 : ingénierie des protocoles, mobilité, sans fil, et qualité de service, Londres, Hermes Science Publishing, 2006 (ISBN 978-2-7462-1587-0)
- Mouna Ayari, Farouk Kamoun et Guy Pujolle, De la gestion par politiques vers une gestion autonome des réseaux : Architecture de gestion décentralisée de la qualité de service par politiques dans les réseaux ad hoc, Sarrebruck, Éditions universitaires européennes, 2011, 164 p. (ISBN 978-613-1-55405-6)